# Ushū Kaidō
Le Ushū Kaidō (羽州街道) était une route secondaire du Ōshū Kaidō du Sendaidō au Japon. Elle se sépare du Sendaidō à Kōri-juku dans la ville contemporaine de  Kōri, préfecture de Fukushima. Elle rejoint Aburakawa-juku le long du Matsumaedō, l'autre route secondaire du Ōshū Kaidō. Les Routes Nationales 7 et 13 suivent son tracé. La route a été établie après que Tokugawa Ieyasu ait commandé la construction de routes reliant la capitale Edo (maintenant Tokyo) aux autres régions du Japon.

## Stations du Ushū Kaidō
Les 57 stations jalonnant le Ushū Kaidō sont présentées selon leur ordre de succession et réparties selon les préfectures dont elles relèvent. Les noms des municipalités sont indiqués entre parenthèses. (Les véritables stations sont indiquées en chiffres tandis que les  Ai no shuku (stations intermédiaires) le sont avec des points.)

### Préfecture de Fukushima
Points de départ : Kōri-juku (桑折宿) (Kōri, district de Date) (en commun avec le Sendaidō)
1. Kosaka-juku (小坂宿) (Kunimi, district de Date)

### Préfecture de Miyagi
2. Kamitozawa-juku (上戸沢宿) (Shiroishi)
3. Shimotozawa-juku (下戸沢宿) (Shiroishi)
4. Watarase-juku (渡瀬宿) (Shichikashuku, district de Katta)
5. Seki-juku (関宿) (Shichikashuku)
6. Nametsu-juku (滑津宿) (Shichikashuku)
7. Tōgeta-juku (峠田宿) (Shichikashuku)
8. Yunohara-juku (湯原宿) (Shichikashuku)
- Hikaba-juku (干蒲宿) (Shichikashuku)

### Préfecture de Yamagata
- Kanayama-juku (金山宿) (Kaminoyama)

9. Narage-juku (楢下宿) (Kaminoyama)
10. Kaminoyama-juku (上山宿) (Kaminoyama)
- Kurosawa-juku (黒沢宿) (Yamagata)

11. Matsubara-juku (松原宿) (Yamagata)
12. Yamagata-juku (山形宿) (Yamagata)
13. Tendō-juku (天童宿) (Tendō)
- Rokuta-juku (六田宿) (Higashine)
- Miyazaki-juku (宮崎宿) (Higashine)

14. Tateoka-juku (楯岡宿) (Murayama)
- Motoiida-juku (本飯田宿) (Murayama)
- Tochiuda-juku (土生田宿) (Murayama)

15. Obanazawa-juku (尾花沢宿) (Obanazawa)
16. Nakisawa-juku (名木沢宿) (Obanazawa)
17. Funagata-juku (舟形宿) (Funagata, district de Mogami)
18. Shinjō-juku (新庄宿) (Shinjō)
19. Kaneyama-juku (金山宿) (Kaneyama, district de Mogami)
- Nakada-juku (中田宿) (Kaneyama)

20. Nozoki-juku (及位宿) (Mamurogawa, district de Mogami)

### Préfecture d'Akita
21. Innai-juku (院内宿) (Yuzawa)
22. Yokobori-juku (横堀宿) (Yuzawa)
23. Yuzawa-juku (湯沢宿) (Yuzawa)
24. Yokote-juku (横手宿) (Yokote)
25. Kanezawa-juku (金沢宿) (Yokote)
26. Rokugō-juku (六郷宿) (Misato, district de Senboku)
27. Ōmagari-juku (大曲宿) (Daisen)
28. Jingūji-juku (神宮寺宿) (Daisen)
29. Kariwano-juku (刈和野宿) (Daisen)
- Kamiyodokawa-juku (上淀川宿) (Daisen)

30. Sakai-juku (境宿) (Daisen)
- Wada-juku (和田宿) (Akita)

31. Toshima-juku (豊島宿) (Akita)
32. Kubota-juku (久保田宿) (Akita)
33. Tsuchizakiminato-juku (土崎湊宿) (Akita)
34. Ōkubo-juku (大久保宿) (Katagami)
35. Abukawa-juku (虻川宿) (Katagami)
36. Ōkawa-juku (大川宿) (Gojōme, district de Minamiakita)
37. Hitoichi-juku (一日市宿) (Hachirōgata, district de Minamiakita)
38. Kado-juku (鹿渡宿) (Mitane, district de Yamamoto)
39. Morioka-juku (森岡宿) (Mitane)
40. Toyooka-juku (豊岡宿) (Mitane)
41. Hiyama-juku (檜山宿) (Noshiro)
42. Tsurugata-juku (鶴形宿) (Noshiro)
43. Tobine-juku (飛根宿) (Noshiro)
44. Niageba-juku (荷上場宿) (Noshiro)
45. Kotsunagi-juku (小繋宿) (Noshiro)
46. Imaizumi-juku (今泉宿) (Kitaakita)
47. Maeyama-juku (前山宿) (Kitaakita)
48. Tsuzureko-juku (綴子宿) (Kitaakita)
49. Kawaguchi-juku (川口宿) (Ōdate)
50. Ōdate-juku (大館宿) (Ōdate)
51. Shakanai-juku (釈迦内宿) (Ōdate)

### Préfecture d'Aomori
52. Ikarigaseki-juku (碇ヶ関宿) (Hirakawa)
53. Ōwani-juku (大鰐宿) (Ōwani, district de Minamitsugaru)
54. Hirosaki-juku (弘前宿) (Hirosaki)
55. Fujisaki-juku (藤崎宿) (Fujisaki, district de Minamitsugaru)
56. Namioka-juku (浪岡宿) (Aomori)
57. Shinjō-juku (新城宿) (Aomori)
Point d'arrivée :  Aburakawa-juku (油川宿) (Aomori) (en commun avec le Matsumaedō)

## Source de la traduction
- (en) Cet article est partiellement ou en totalité issu de l’article de Wikipédia en anglais intitulé « Ushū Kaidō » (voir la liste des auteurs).